# Touraine-mesland
 (septembre 2020).
Si vous disposez d'ouvrages ou d'articles de référence ou si vous connaissez des sites web de qualité traitant du thème abordé ici, merci de compléter l'article en donnant les références utiles à sa vérifiabilité et en les liant à la section « Notes et références ».
Le touraine-mesland, ou plus simplement le mesland, est un vin produit autour de Mesland, dans le Loir-et-Cher. Il s'agit d'une dénomination géographique au sein de l'appellation d'origine contrôlée touraine.

## Histoire

Viticulture monastique

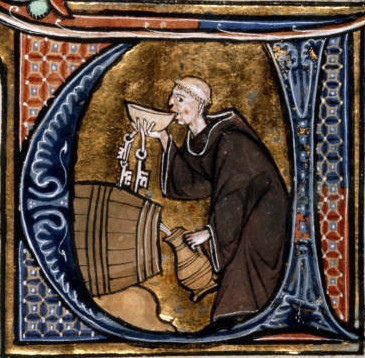
Moine goûtant son vin.

Le village de Mesland et son vignoble alentour, tirent leur origine dans la fondation vers 1048 par les moines de l'abbaye de Marmoutiers, d'un prieuré situé dans le bourg de Mesland, au bas de l'actuelle église romane XIIe siècle, non loin des rives de la petite Cisse. Le défrichage par les hommes du prieuré de la forêt de Blémars au XIe siècle qui délimitait la frontière entre le comté de Touraine devenu plus tard la province de Touraine et le comté de Blois aujourd'hui communément appelé le Blésois, marque le début de l'histoire de Mesland et de plusieurs communes limitrophes, ainsi que de celle du vignoble dont la culture fut introduite par les moines.

## Géographie
Au nord-est de l’aire de l’AOP Touraine, la dénomination « Touraine Mesland » est située sur la rive droite de la Loire, face au château de Chaumont-sur-Loire. Elle correspond à un rebord de plateau regardant la Loire au sud.

### Géologie
Les sols y sont unis par la présence de silex et de sables du Miocène.

### Climatologie
L'aire de production bénéficie d'un climat « océanique dégradé des plaines du Centre et du Nord », selon la typologie des climats de la France définie en 2010. Le climat reste océanique mais avec de belles dégradations. Les températures sont intermédiaires et les précipitations sont globalement assez faibles.

## Vignoble

### Présentation
Il est produit de l'ordre de 5 000 hectolitres sur le territoire de l'appellation qui s'étend sur une superficie d'environ 105 hectares sur la rive droite de la Loire en aval de Blois sur le département de Loir-et-Cher et en amont d'Amboise. La production est le fait d'une dizaine de vignerons.
Le Touraine-Mesland se décline en vins rouges, rosés et blancs, de grande finesse. Il est produit sur six communes, Mesland et cinq communes alentour : Chambon-sur-Cisse, Chouzy-sur-Cisse, Molineuf, Monteaux et Onzain. Les rouges et les rosés sont issus du cépage gamay noir, majoritaire dans leur assemblage, auquel est associé une part de cabernet franc appelé localement « breton » et côt (appelé malbec dans le bordelais) pour les rouges, accessoirement pour les rosés. Les vins blancs sont principalement issus du cépage chenin appelé « pineau de la Loire » dans la région, mais aussi de sauvignon blanc.
Ces vins, peuvent dans les bonnes années être conservés 5 ans pour les rouges et certains blancs, les rosés sont de préférence à boire dans la fraicheur de leur jeunesse.